# IGEM

iGEM-Logo

Die international Genetically Engineered Machine (iGEM) competition ist ein internationaler Wettbewerb für Studierende auf dem Gebiet der synthetischen Biologie. Er wird seit 2003 von der iGEM Foundation veranstaltet, wobei bis 2014 das Massachusetts Institute of Technology (MIT) in Cambridge als Austragungsort fungierte. In den letzten Jahren nahmen jährlich ca. 350 internationale Teams Teil.

## Teilnahmebedingungen
Jeder nicht graduierte Student ist teilnahmeberechtigt. Der Grundgedanke des iGEM-Wettbewerbs ist die Teambildung aus mehreren Studenten, die wenigstens zwei graduierte Personen (Doktorand, Post-Doktorand oder Professor) als Betreuer ernennen. Prinzipiell können sich auch ein Student und zwei Betreuer als Gruppe anmelden oder eine Universität mehrere Teams anmelden. Die Teilnahme ist gebührenpflichtig. Es entstehen Gebühren für jedes Team, jeden teilnehmenden Studenten und Betreuer. Die Gebühren können jedes Jahr variieren und sollten daher auf der Webseite des Wettbewerbs vor Anmeldung kontrolliert werden. In den Jahren 2011 bis 2013 fielen ebenso Teilnahmegebühren am ausgetragenen Midterm Jamborée an. Es wurde erwartet, dass wenigstens die Betreuer jedes Teams an dem Midterm jamborée teilnehmen. Diese fanden in Europa, Asien und den USA statt. Jedes Team sollte dort eine Präsentation ihres Forschungsfeldes mit den bisherigen Ergebnissen abhalten. An der finalen Präsentation sollten, wenn möglich, alle Mitglieder des gemeldeten Teams, aber wenigstens die Betreuer mit dem vortragenden Studenten, teilnehmen. Die biologische Arbeit soll in dem iGEM-Wiki, einer Art Online-Laborbuch, festgehalten werden. Des Weiteren sollen alle erstellten Biobricks – das heißt verwendete DNA-Teile – für die Registry of Standard Biological Parts am MIT bereitgestellt werden. Es ist erwünscht, schon vorhandene Biobricks zu benutzen. Diese werden vom iGEM-Organisationsteam bereitgestellt und verschickt.

## Wettbewerb
Der Wettbewerb findet primär an den Universitäten der Teams statt. Das MIT stellt keinen Laborraum oder Verbrauchsmaterialien zur Verfügung. Die Teams arbeiteten nach abgeschlossener Registrierung und Erhalt der Biobricks den Sommer über an ihren Universitäten. Die finale Präsentation der Ergebnisse und die Verleihung der Medaillen findet im Herbst am MIT Boston statt. 2010 sind 126 internationale Teams gemeldet gewesen. In den Jahren 2011 bis 2013 gab es kontinentale Vorausscheidungen, aus denen die Teams ermittelt wurden, die zum Finale reisten. In den Jahren 2020 und 2021 wurde der Giant Jamboree online veranstaltet. Im Jahr 2021 gab es zusätzlich sogenannte „Jamboree Meetups“, die einen persönlichen Austausch der Teilnehmer ermöglichten und auf der ganzen Welt, wie zum Beispiel in Paris, Vancouver, Cairo, Shenzhen oder São Carlos organisiert wurden. Im Jahr 2022 fand der Grand Jamboree erstmals in Paris statt. Auch im Jahr 2023 wird der Grand Jamboree in Paris stattfinden.

## Preise
Es gibt in der Regel Bronze-, Silber- und Gold-Medaillen in über 20 Kategorien zu gewinnen. Der Wettbewerb vergibt keine Sach- oder Geldpreise. Für jede Art der Medaille gilt es Richtlinien zu erfüllen, um an den Verleihungen der Medaillen teilnehmen zu können. Weiters gibt es eine Reihe von Spezialpreisen, wie etwa der seit 2010 bestehende Sicherheitspreis (Safety Commendation), der Projekte auszeichnet, die sich um eine Verbesserung der Biosicherheit in der synthetischen Biologie bemühen.
Neben den Medaillen wird je ein Gesamtsieger in den Kategorien „Undergrad“ und „Overgrad“ ermittelt. Die Jury besteht aus Mitgliedern der akademischen und industriellen wissenschaftlichen Gemeinschaft.

## Übersicht über vergangene Wettbewerbsergebnisse deutscher Teams
| Jahr | Teams | Medaille                                                        | Ergebnisse der Gesamtwertung (fett), Sonderpreise, ohne Nominierungen | Ergebnisse |
| ---- | --- | --------------------------------------------------------------- | --- | ---------- |
| 2004 | Es nahmen keine Teams aus Deutschland teil. | Es nahmen keine Teams aus Deutschland teil.                     | Es nahmen keine Teams aus Deutschland teil. |            |
| 2005 | Es nahmen keine Teams aus Deutschland teil. | Es nahmen keine Teams aus Deutschland teil.                     | Es nahmen keine Teams aus Deutschland teil. | iGEM 2005  |
| 2006 | Es nahmen keine Teams aus Deutschland teil. | Es nahmen keine Teams aus Deutschland teil.                     | Es nahmen keine Teams aus Deutschland teil. | iGEM 2006  |
| 2007 | Freiburg | Gold                                                            | — | iGEM 2007  |
| 2008 | Freiburg Heidelberg TU München | Gold Gold —                                                     | 2. Platz Best Human Practices Advance, Best Poster, Best Presentation Zurückgetreten vor dem Jamboree | iGEM 2008  |
| 2009 | Dresden Freiburg Bioware Freiburg Software Heidelberg | Silber Gold Silber Gold                                         | — 4. Platz, Best Biobrick Engineered, Best Poster — 2. Platz, Best New Standard, Best Wiki | iGEM 2009  |
| 2010 | Bielefeld Dresden Freiburg Bioware Freiburg Software Heidelberg LMU München TU München Weimar-Heidelberg                                                                                                 | Gold Gold Silber Gold Bronze Gold —                             | — — Besten 12 Projekte, Best Health or Medicine Project — Besten 12 Projekte — | iGEM 2010  |
| 2011 | Bielefeld Freiburg LMU München Potsdam Bioware TU München | Gold Gold Bronze Gold                                           | Besten 16 Projekte — | iGEM 2011  |
| 2012 | Bielefeld Bonn TU Darmstadt Frankfurt Freiburg Göttingen Marburg TU München LMU München Potsdam Tübingen                                                                                                 | Gold Bronze Gold Bronze Gold Bronze Gold Bronze                 | Besten 16 Projekte — Besten 16 Projekte — Besten 16 Projekte 4. Platz, Best Wiki, Best New Application, Besten 16 Projekte — | iGEM 2012  |
| 2013 | Bonn Bielefeld Braunschweig Frankfurt Freiburg Göttingen Heidelberg Marburg Tübingen TU_Darmstadt TU-Munich                                                                                              | Bronze Gold - Gold Silber Gold                                  | — 2. Platz Overgrad, Best Food & Energy Project Best New Application Project — Best Foundational Advance Project Best Presentation 1. Platz Undergrad, Best Foundational Advance Project — 2. Platz Undergrad, Best Environment Project | iGEM 2013  |
| 2014 | Aachen Berlin Bielefeld Braunschweig Darmstadt Freiburg Göttingen Hannover Heidelberg LMU München Marburg Saarland Tübingen                                                                              | Gold Gold Bronze Silber Gold Silber Bronze                      | Best Measurement Project, Safety Commendation, Best Supporting Software — 3. Platz Overgrad, Best New Basic Part, Best Energy Project — 1. Platz Undergrad, Best Found. Adv. Project, Best Supp. Software, iGEMer's Prize Best Wiki — | iGEM 2014  |
| 2015 | Aachen Berlin Bielefeld-CeBiTec FAU_Erlangen Freiburg Goettingen Hamburg Heidelberg Marburg Tuebingen TU_Darmstadt TU_Dresden UBonn                                                                      | Gold Silber Gold Silber Gold Bronze Gold Bronze -               | Best Manufacturing Project, - Best Envir. Project, Best New Composite Part, Best Present., Best Integ. Human Practices, Security Comm. - 3. Platz Undergrad, iGEMers Prize, Best Poster, Best Foundational Advance Project Best Food and Nutrition Project, Best Innovation in Measurement - Zurückgetreten vor dem Jamboree                          | iGEM 2015  |
| 2016 | Aachen Bielefeld-CeBiTec Duesseldorf FAU_Erlangen Freiburg Goettingen Hamburg Hannover LMU-TUM_Munich Marburg Tuebingen TU_Darmstadt UBonn_HBRS                                                          | Gold Gold Silber Gold Silber Bronze Gold Silber Bronze Silber   | - - iGEMers Prize - 1. Platz Overgrad, Best Hardware, Best Manufacturing Project, Best Software Tool - | iGEM 2016  |
| 2017 | Aachen Berlin_diagnostX Bielefeld-CeBiTec Cologne-Duesseldorf Franconia Freiburg Hamburg Heidelberg Munich Potsdam Stuttgart Tuebingen TU_Darmstadt TU_Dresden UBonn_HBRS                                | Gold Gold Bronze Silber Gold Silber Gold - Bronze Silber Gold - | - - Best Foundational Advance Project, Best New Basic Part, - 3. Platz Undergrad, Best Foundational Advance Project, Best Wiki, Best Poster, Best Presentation, Best Integrated Human Practices, Best Software 2. Platz Overgrad, Best Diagnostics Project, Best Model, Best Applied Design, Best Hardware, Best Software -                           | iGEM 2017  |
| 2018 | Aachen Bielefeld-CeBiTec Duesseldorf FAU_Erlangen Goettingen Hamburg HSHL JMU_Wuerzburg Marburg Munich Rheda_Bielefeld Stuttgart Tuebingen TU_Darmstadt GiFFM-Germany UBonn_HBRS                         | Gold Gold Bronze Gold - Silber Gold Bronze Gold Silber -        | - Safety Commendation - 1. Platz Overgrad, Best Foundational Advance Project, Best Poster, Best Part Collection 2. Platz Overgrad, Best Manufacturing Project, Best Wiki, Best Presentation, Best Entrepreneurship, Best Software - Best New Composite Part -                                                                                         | iGEM 2018  |
| 2019 | Aachen Bielefeld-CeBiTec Bonn Duesseldorf FAU_Erlangen Freiburg Hamburg Humboldt_Berlin Marburg Munich Potsdam Ruperto_Carola (Heidelberg) Stuttgart Tuebingen TU_Darmstadt TU_Dresden TU_Kaiserslautern | Gold Gold - Gold - Gold Silber Gold - Bronze Gold               | - Best Measurement - Best Plant Synthetic Biology - Best New Basic Part, Best New Composite Part - 3. Platz Undergrad, Best Environment Project, Best Plant Synthetic Biology, Best Poster, Best Wiki | iGEM 2019  |
| 2020 | Aachen Bielefeld-CeBiTec Duesseldorf Hamburg Hannover Heidelberg Stuttgart Tuebingen TU_Darmstadt TU_Kaiserslautern UUlm                                                                                 | Gold Gold Silber Bronze Gold Bronze                             | 2. Platz Overgrad, Best Foundational Advance Project, Best Project Promotion Video - Best Sustainable Development Project Best Environment Project - | iGEM 2020  |
| 2021 | Aachen Bielefeld-CeBiTec Bonn-Rheinbach Duesseldorf Hamburg Heidelberg Humboldt_Berlin Marburg RUBochum Stuttgart Tuebingen TU_Darmstadt TU_Kaiserslautern                                               | Gold Gold Silber Gold Silber Gold Silber Gold Silber Gold       | Top Ten Overgrad, Best Hardware Top Ten Overgrad - 1. Platz Overgrad, Best Foundational Advance, Best Education, Best New Basic Part, Best Measurement, Best Software Tool, Best Integrated Human Practices, Best New Composite Part, Safety and Security Award, iGEMers' Prize, Best Presentation, Best Sustainable Development Impact - Best Wiki - | iGEM 2021  |
| 2022 | Aachen Bonn-Rheinbach Duesseldorf Freiburg Goethe_Frankfurt Heidelberg Munich Tuebingen TU_Braunschweig TU_Dresden Uni-Hamburg WWU_Muenster                                                              | Gold Bronze Gold Silber Gold Silber Gold Silber Gold            | - - Best Foundational Advance - Top Ten Undergrad, Best Software Tool - Top Ten Overgrad, Best Software Tool | iGEM 2022  |